# Hỏa Vinh
Hỏa  Vinh(Chữ Hán: 火荣), tên đầy đủ là Phạm Hỏa Vinh - là nhân vật chính trong truyện kiếm hiệp Hỏa Long Thần Cái do nhà văn Y Song sáng tác. Hỏa Vinh là một nhân vật anh hùng xuất chúng nhất nhưng ít ai biết trong tiểu thuyết Y Song.

## Giới thiệu nhân vật

### Xuất Thân
Theo tác giả Y song thì Hỏa Vinh xuất thân là người hiện đại, trong một lần đi học về đã bị một tia sét bí ẩn đánh trúng. Khi tỉnh lại thì đã thấy mình ở trong một khu rừng thời đại Tống quốc (Bắc Tống). Đang bàng hoàng không biết làm thế nào thì Hỏa Vinh nghe tiếng kêu cứu thất thanh, chạy theo tiếng kêu đó, Hỏa Vinh thấy một ông lão đang chết đuối, không chút ngần ngại, ông lao theo cứu ông lão đó lên mà không ngờ đó chính là Bang chủ Cái Bang Hàn Khổi và cuộc đời Hỏa Vinh thay đổi từ đó

### Hàng Long Thập Bát Chưởng, sơ hội hồng nhan
Cảm kích trước lòng hiệp nghĩa của Hỏa Vinh, Hàn Khổi đồng ý truyền võ công cho cậu, và Hàng Long Thập Bát Chưởng đã tìm đúng chủ nhân của nó. Vốn thông minh và nhớ lâu nên chỉ 3 tháng, Hỏa Vinh đã nắm hết toàn bộ Hàng Long Thập Bát Chưởng nhưng Hàn Khổi chỉ truyền chiêu thức chứ không truyền nội công, sau này mới biết cơ duyên rằng do lời hứa với một người bí ẩn mà Hàn Khổi mới truyền Hàng Long Thập Bát Chưởng cho Hỏa Vinh.
Sau 3 tháng học võ, Hỏa Vinh bái biệt Hàn Khổi để tìm đường trở về nhà (ở hiện đại), trước khi đi Hàn Khổi dặn Hỏa Vinh không được tiết lộ gì về ông. Loay hoay cả 1 ngày trời cũng không tìm được lối ra khỏi rừng, Hỏa Vinh chán nản ngồi nghỉ bên gốc cây ven rừng, chợt cậu nghe thấy tiếng nói của một nhóm người, quay lại nhìn thì đập vào mắt chàng là một thiếu nữ xinh đẹp, nàng cưỡi ngựa, tay cầm ngọn kích dài cực kỳ uy phong, theo sau là 1 toán người trông họ như là người của một giáo phái nào đó. Hỏa Vinh định ra hỏi thăm thì ngọn giáo từ tay thiếu nữ xinh đẹp kia đã bay thẳng tới cậu, biết không thể lẩn trốn, Hỏa Vinh đành tạm để cho nhóm người đó bắt, rồi sẽ tìm cách thoát thân sau.
Sau khi bị bắt, Hỏa Vinh mới biết đó là nhóm người của Thiên Nhẫn Giáo (một giáo phái bí ẩn xuất phát từ Kim Quốc) còn thiếu nữ xinh đẹp kia chính là Quận chúa của Kim Quốc - Hoàn Nhan Ngọc Vân và cô ta đang lùng bắt cho được con ngựa trắng có tên là "Sư Tử Bạc". Ngọc Vân ra điều kiện rằng nếu Hỏa Vinh giúp cô ta bắt được con ngựa đó sẽ chỉ cho Hỏa Vinh đường ra khỏi khu rừng, còn cho Hỏa Vinh lương thực, Hàng Long Thập Bát Chưởng biểu lộ thần uy không những giúp Hỏa Vinh thu phục con ngựa chứng "Sư tử Bạc" mà còn thu phục cả trái tim của nàng quận chúa Ngọc Vân.

### Kết nghĩa kim lan, tái ngộ quận chúa
Từ biệt Ngọc Vân, Hỏa Vinh tiếp tục tiến thẳng tìm đường vượt ra khỏi khu rừng âm u kia, sau 2 ngày đường mệt mỏi chàng dừng chân bên gốc cây nghỉ ngơi, đang thiêu thiêu ngủ thì nghe tiếng binh khí choảng nhau, Hỏa Vinh choàng tỉnh xem xét thì bất ngờ thấy 2 người đang giao tranh; Đó chính là Công chúa Ngũ Độc - Tiểu Quỳnh và Đường môn đệ nhất sát thủ - Đường Lôi Long. Sau khi can ngăn thì mới biết Đường Lôi Long nhận lệnh đi giết Tiểu Quỳnh vì cô đã sai thuộc hạ tiêu diệt Long Tuyền Thôn, qua lời phân trần của Tiểu Quỳnh, Hỏa Vinh thấy mọi chuyện không đúng nên cùng Tiểu Quỳnh tiến về Long Tuyền Thôn để điều tra.
Tiến tới Long Tuyền thôn, Hỏa Vinh cùng Tiểu Quỳnh đại chiến 1 trận với các giáo đồ của Ngũ Độc giáo, Hỏa Vinh xuất Hàng Long Thập Bát Chưởng đánh dạt tất cả giáo đồ của Ngũ Độc giáo, sau cùng tất cả nguyên do chính là âm mưu của viên quân sư dưới trướng của cha Tiểu Quỳnh vì cha Tiểu Quỳnh muốn cô quay về giáo để tiếp nhận chức giáo chủ. Tiểu Quỳnh yêu cầu thuộc hạ quay về nói với cha mình là cô sẽ đi chu du giang hồ một thời gian, hẹn sau 1 năm sẽ trở về giáo. Sau khi giải quyết mọi chuyện ổn thỏa tại Long Tuyền thôn, Hỏa Vinh tiếp tục lên đường, lúc này Tiểu Quỳnh ngỏ ý muốn tham gia cùng, Hỏa Vinh đồng ý và hai người kết nghĩa kim lan, cùng nhau lên đường.
Rong ruổi suốt 1 ngày trời, Hỏa Vinh cùng Tiểu Quỳnh nghỉ ngơi bên cạnh 1 dòng sông, đang ăn thì bất chợt có một người tới hỏi thăm đường, đó chính là Ngọc Vân. Sau khi Hỏa Vinh ra đi thì Ngọc Vân ngày đêm nhung nhớ nên quyết định đi tìm gặp Hỏa Vinh và trời đã thương tình cho hai người gặp lại trong niềm vui khôn xiết.

### Bản đồ Sơ Hà Xã Tắc, Hiệp Khách tung hoành
Qua nhiều chuyện xảy ra, Hỏa Vinh đã kết giao rất nhiều bằng hữu mới như: Quận chúa Kim Quốc Ngọc Vân, Công chúa Ngũ Độc Giáo Tiểu Quỳnh, Đường môn đệ nhất sát thủ Đường Lôi Long, Thúy Yên tuyệt đại Hoa sứ Ngọc Trinh; Tất cả kết lại thành 1 nhóm lấy tên gọi là Hiệp Khách và Hỏa Vinh được chọn làm Thủ lĩnh. Sau khi thoát khỏi sự truy sát của Ma giáo, Hỏa Vinh giao hẹn mỗi người về phái của mình ẩn nấp ba tháng sau sẽ gặp nhau tại Đại Lý.
Trong suốt thời gian ở ẩn, Đường Lôi Long được giao nhiệm vụ đi tìm lại 1 bảo vật gọi là "Bản đồ Sơn Hà Xã Tắc", nghi ngờ có chuyện bất ổn, 3 tháng sau khi gặp lại nhau tại Đại Lý, Đường Lôi Long đem chuyện này kể lại cho Hỏa Vinh nghe. Hỏa Vinh bàn với tất cả nhóm và quyết định lên đường tìm lại mảnh bản đồ Sơn Hà Xã Tắc vì theo Ngọc Vân bản đồ Sơn Hà Xã Tắc là bảo vật có sức mạnh vô song, cần phải thu hồi lại. Điều kỳ lạ là chỉ có mỗi một mình Tiểu Quỳnh là đọc được bản đồ cất giấu, điểm đầu tiên là ở Thiếu Lâm. Thật không may tin tức đó lại lọt vào tai Ma Giáo, thiếu chủ Ma Giáo - Thạch Đại Hắc biết chuyện liền xuất sơn, quyết giành cho được bản đồ Sơn Hà Xã Tắc.
Hiệp Khách giao tranh với Ma Giáo tại Thiếu Lâm, Hỏa Vinh một lần nữa dùng Hàng Long Thập Bát Chưởng giao đấu với Thạch Đại Hắc để Tiểu Quỳnh lấy mảnh bản đồ Sơn Hà Xã Tắc nhưng bị các sư ở chùa Thiếu Lâm cản trở, cuối cùng mảnh bản đồ Sơn Hà Xã Tắc rơi vào tay Thạch Đại Hắc, Hiệp Khách đành thất thủ rời khỏi Thiếu Lâm đến địa điểm thứ 2 là Vô Cực phái. Đến Vô Cực phái càng bất lợi nhiều hơn khi Đường Lôi Long chính là kẻ thù không đội trời chung với giáo phái này, giáo phái này kiếm đủ mọi cách để hãm hại Hỏa Vinh và nhóm Hiệp Khách. Nhưng Hỏa Vinh cùng nhóm Hiệp Khách của mình đã đánh lui phái Vô Cực và lấy được mảnh bản đồ Sơn Hà Xã Tắc thứ 2; Hỏa Vinh cùng nhóm Hiệp Khách của mình tiến đến địa điểm thứ 3 - đó là Ma Giáo.

### Bái sư Kiếm Thánh, vì tình chịu ô nhục
(Đang cập nhật)

### Hiệp Khách tan rã
(Đang cập nhật)

### Hỏa Long Thần Cái, duyên phận trùng lai
(Đang cập nhật)

### Cuộc chiến cuối cùng
(Đang cập nhật)

## Đánh giá nhân vật
(Đang cập nhật)

### Trong lịch sử
Không có trong lịch sử, là 1 nhân vật hư cấu của nhà văn Y Song